# Charles Carlier
 Charles Carlier, né à Mons, le 11 décembre 1819 et y décédé le 28 janvier 1887 fut un homme politique belge francophone libéral.

## Biographie
Charles Edmond Joseph Carlier, né à Mons le 11 décembre 1819, est le fils de l'avocat Felix Carlier et de Marie-Anne Melotte. Il s'est marié à Félicie Isaac. Son fils, Jules Carlier, a été député de Mons à la Chambre des représentants et industriel.
En 1845, il obtient le diplôme de docteur en droit à l'Université libre de Bruxelles. Il devient ensuite avocat au barreau de Mons avant de se lancer dans une carrière politique. Il est conseiller communal de Mons de 1861 à 1870 et député à la Chambre des représentants de 1859 à 1870 pour le Parti libéral.

## Sources
- Le Parlement Belge 1831-1894. Données Biographiques, Bruxelles, Académie Royale de Belgique, Jean-Luc De Paepe, Christiane Raindorf-Gérard, 1996.